# دوو نوبیرا
دوو نوبیرا (به انگلیسی: Daewoo Nubira) خودرویی است که در سال‌های ۱۹۹۷–۲۰۰۸تولید شده‌است. طراحی آن خودروهای موتور جلو-محور جلو بوده است. سیستم جعبه‌دندهٔ آن ۵ دنده به دو صورت خودکار و دستی است.

## نگارخانه

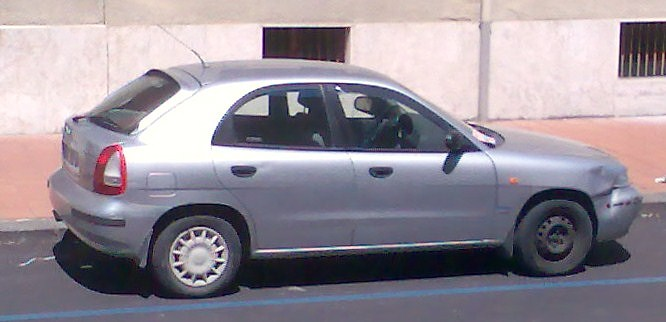
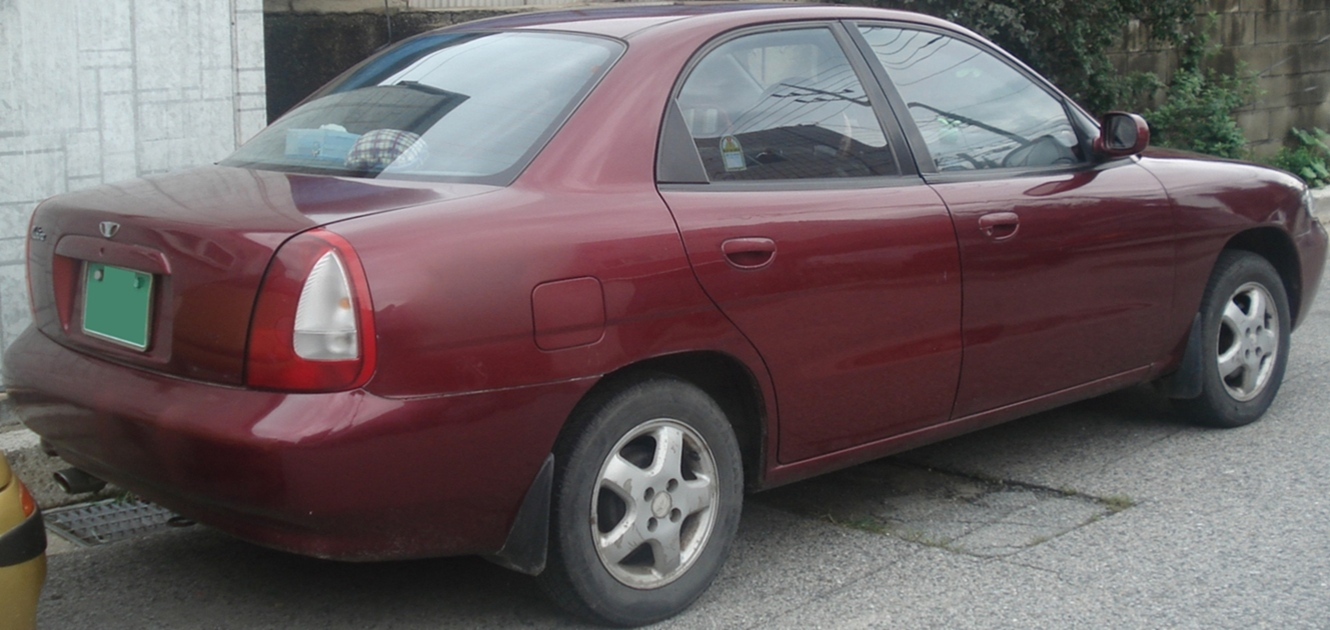
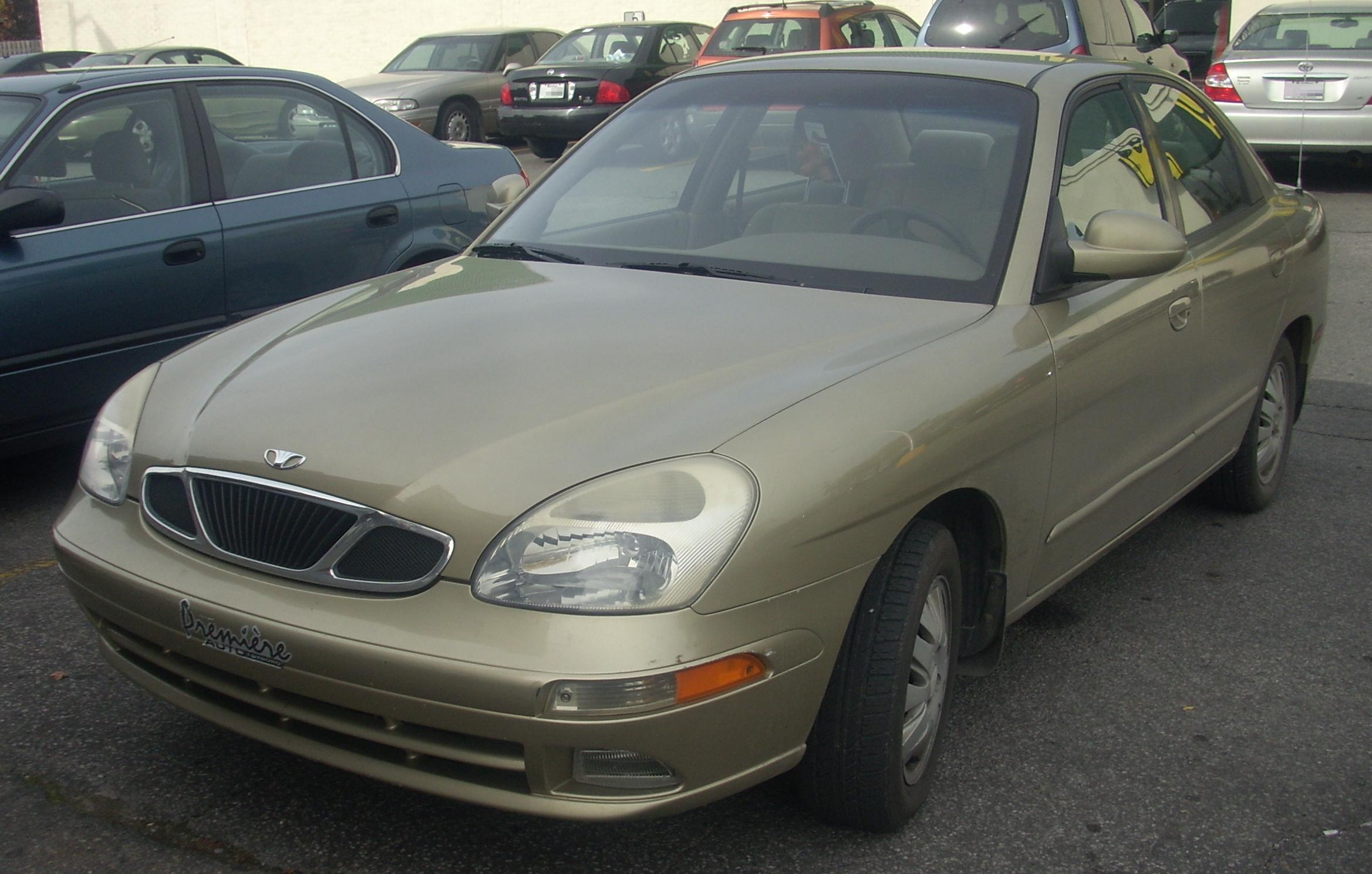
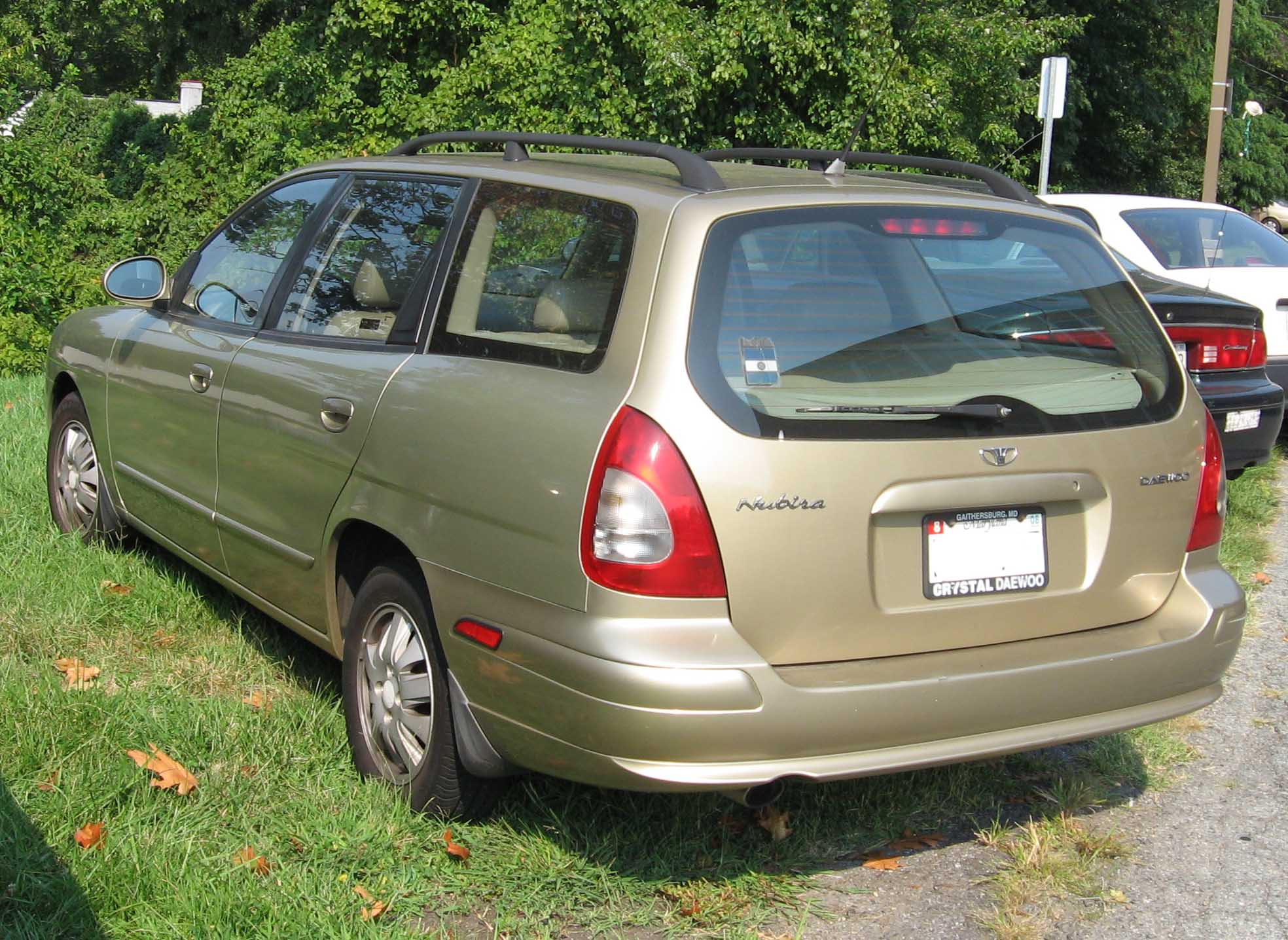